# A Woman Called Golda
A Woman Called Golda je životopisný televizní film z roku 1982 o izraelské ministerské předsedkyni Goldě Meirové.
Film byl vyroben Paramount Television a režíroval jej Alan Gibson. Hlavní roli ztvárnila herečka Ingrid Bergmanová. Ve filmu dále hráli Ned Beatty, Franklin Cover, Judy Davisová, Anne Jackson, Robert Loggia, Leonard Nimoy, Jack Thompson, Bruce Boa, Anthony Bate, David de Keyser, Barry Foster a Nigel Hawthorne.
Film byl závěrem filmové kariéry Ingrid Bergmanové. Zemřela čtyři měsíce před premiérou.

## Přijetí
Film získal celkem sedm nominací na ceny Emmy, z nichž tři proměnil ve výhru. Ingrid Bergmanová tak posmrtně získala ceny Emmy v kategoriích Outstanding Drama Special a Outstanding Lead Actress. Třetí cenu Emmy získal Leonard Nimoy za ztvárnění Goldina manžela Morrise Meyersona. Film byl dále nominován na dva Zlaté glóby, z čehož jednu nominaci proměnil ve výhru, a to v kategorii Nejlepší herečka pro Ingrid Bergmanovou.